# Cozi Zuehlsdorff
Cozi Zuehlsdorff (Orange megye, Kalifornia, 1998. augusztus 3. –) amerikai színésznő, énekesnő.
Legismertebb alakítása Hazel Haskett a Delfines kaland (2011) és a Delfines kaland 2. (2014) című filmekben. A Nem férek a bőrödbe (2018) című filmben is szerepelt.

## Pályafutása
Zuehlsdorff már gyermekkorában musicalekben szerepelt. Első fő szerepe Hazel volt a 2011-es Delfines kaland című filmben. Ezután a Disney Channel Liv és Maddie című sorozatban szerepelt és a Disney XD Szuperdokik című sorozatban szerepelt. 2014-ben megismételte Hazel szerepét a Delfines kaland 2. című filmben. A Nem férek a bőrödbe című tévéfilmben szerepelt 2018-ban..
Zuehlsdorff énekes és dalszerző is. Ő írta és énekelte a "Brave Souls" című dalt a Delfines kaland 2-höz . 2014 novemberében jelent meg debütáló slágere az Originals. 2015. március 16-án megjelent "The Girl" című dala.

## Filmográfia

### Film
| Év   | Magyar cím         | Eredeti cím                  | Szerep                   | Magyar hang |
| ---- | ------------------ | ---------------------------- | ------------------------ | ----------- |
| 2011 | Delfines kaland    | Dolphin Tale                 | Hazel Haskett            | Nyári Liza  |
| 2013 |                    | Winter: The Dolphin That Can | dokumentumfilm narrátora |             |
| 2014 | Delfines kaland 2. | Dolphin Tale 2               | Hazel Haskett            | Nyári Liza  |
| 2017 |                    | Pure Country: Pure Heart     | Piper Spencer            |             |

### Televízió
| Év        | Magyar cím                                | Eredeti cím                                  | Szerep          | Megjegyzések                                         |
| --------- | ----------------------------------------- | -------------------------------------------- | --------------- | ---------------------------------------------------- |
| 2011      |                                           | 1st Look                                     | önmaga          | 1 epizód                                             |
| 2011      |                                           | Made in Hollywood                            | önmaga          | 1 epizód                                             |
| 2013      |                                           | Monday Mornings                              | Trisha Miller   | 1 epizód                                             |
| 2013      | Szófia hercegnő                           | Sofia the First                              | énekes (hangja) | 1 epizód (A hercegnőversenyző)                       |
| 2013      | Liv és Maddie                             | Liv and Maddie                               | Ocean           | - 2 epizód - magyar hangja:[forrás?] - Pekár Adrienn |
| 2013–2015 | Szuperdokik                               | Mighty Med                                   | Jordan          | visszatérő szereplő (11 epizód)                      |
| 2015      | Vészhelyzet: Los Angeles                  | Code Black                                   | Audrey          | 1 epizód                                             |
| 2016      | K.C., a tinikém                           | K.C. Undercover                              | Pinky           | 1 epizód (Kapd el, ha tudod!)                        |
| 2018      | Nem férek a bőrödbe                       | Freaky Friday                                | Ellie           | - tévéfilm - magyar hangja: - Bogdányi Titanilla     |
| 2022–2023 | High School Musical: A musical: A sorozat | High School Musical: The Musical: The Series | riporter        | - szereplő (2 epizód) - dalszerző (5 epizód)         |
| 2023      |                                           | Going Home                                   | Janey Richards  | 1 epizód                                             |